# Klippan, Larsmo
Klippan är en ö i Finland. Den ligger i Bottenviken och i kommunen Larsmo i den ekonomiska regionen  Jakobstadsregionen i landskapet Österbotten, i den nordvästra delen av landet. Ön ligger omkring 92 kilometer nordöst om Vasa och omkring 420 kilometer norr om Helsingfors.
Öns area är 9,2 hektar och dess största längd är 480 meter i nord-sydlig riktning. I omgivningarna runt Klippan växer i huvudsak blandskog.

## Klimat
Inlandsklimat råder i trakten. Årsmedeltemperaturen i trakten är 1 °C. Den varmaste månaden är juli, då medeltemperaturen är 17 °C, och den kallaste är januari, med −14 °C.